# فيكي لين
فيكي لين (بالإنجليزية: Vicki Lin)‏ هي مذيعة وممثلة نيوزيلندية، ولدت في 1984.

## وصلات خارجية
- فيكي لين على موقع IMDb (الإنجليزية)